# Frýdek (zámek)
Frýdecký zámek je původně gotický hrad, nacházející se u Zámeckého náměstí města Frýdek-Místek. Byl postaven v druhé polovině 13. století a až do roku 1571 patřil mezi hrady slezských panovníků. Za pozdějších majitelů z různých šlechtických rodů prošel řadou stavebních úprav na renesanční a barokní zámek (Bruntálští z Vrbna, Oppersdorfové, Pražmové z Bílkova). Posledními soukromými majiteli byli Habsburkové, v roce 1918 se stal státním majetkem. V dnešní době zde sídlí Muzeum Beskyd  s rozsáhlou expozicí, dokumentující historii a kulturu beskydské oblasti. V objektu se pravidelně konají nejrůznější výstavy, koncerty, divadlo, svatby a dramatické pořady.

## Historie

### Nejstarší dějiny

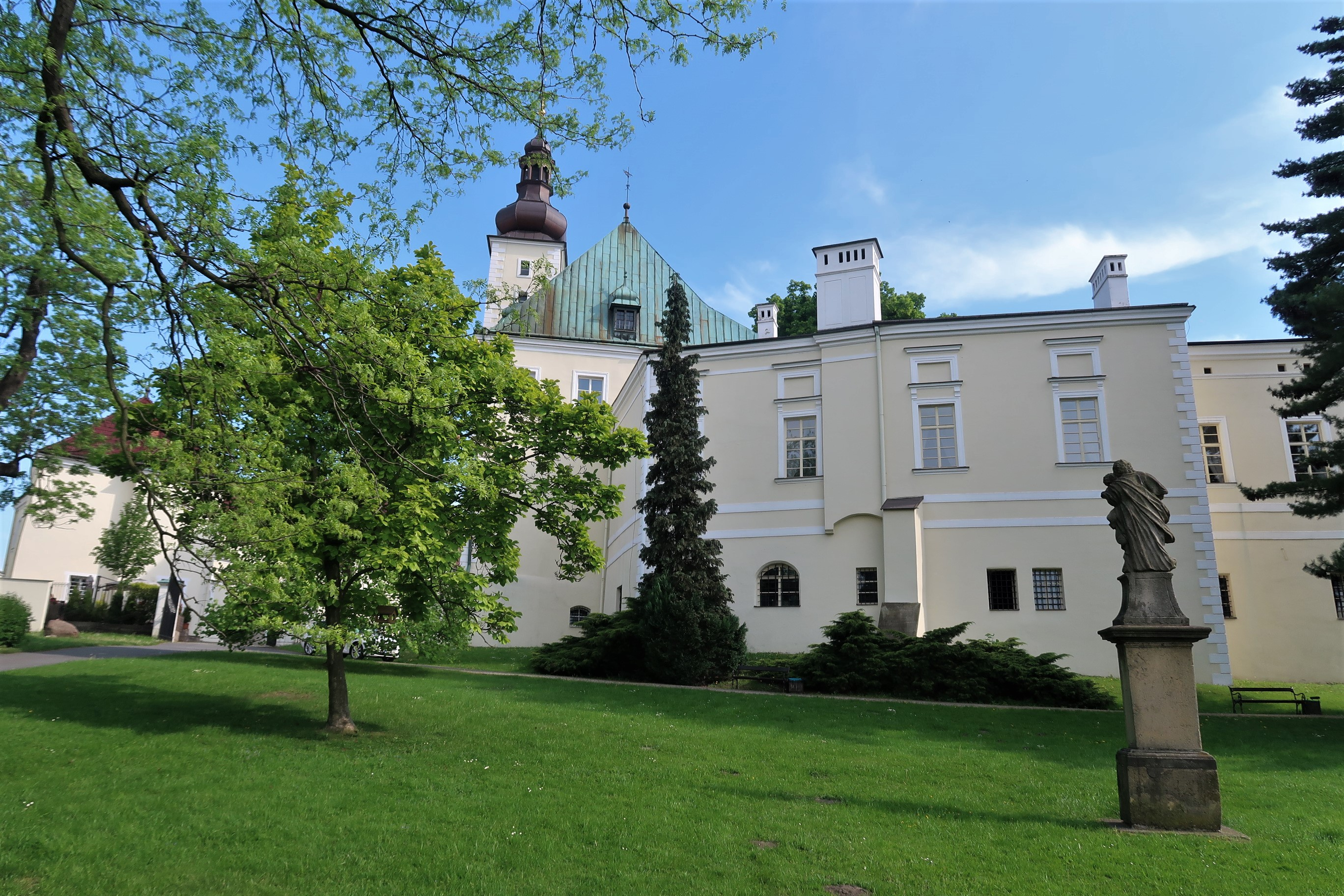
Pohled na zámek ze severu

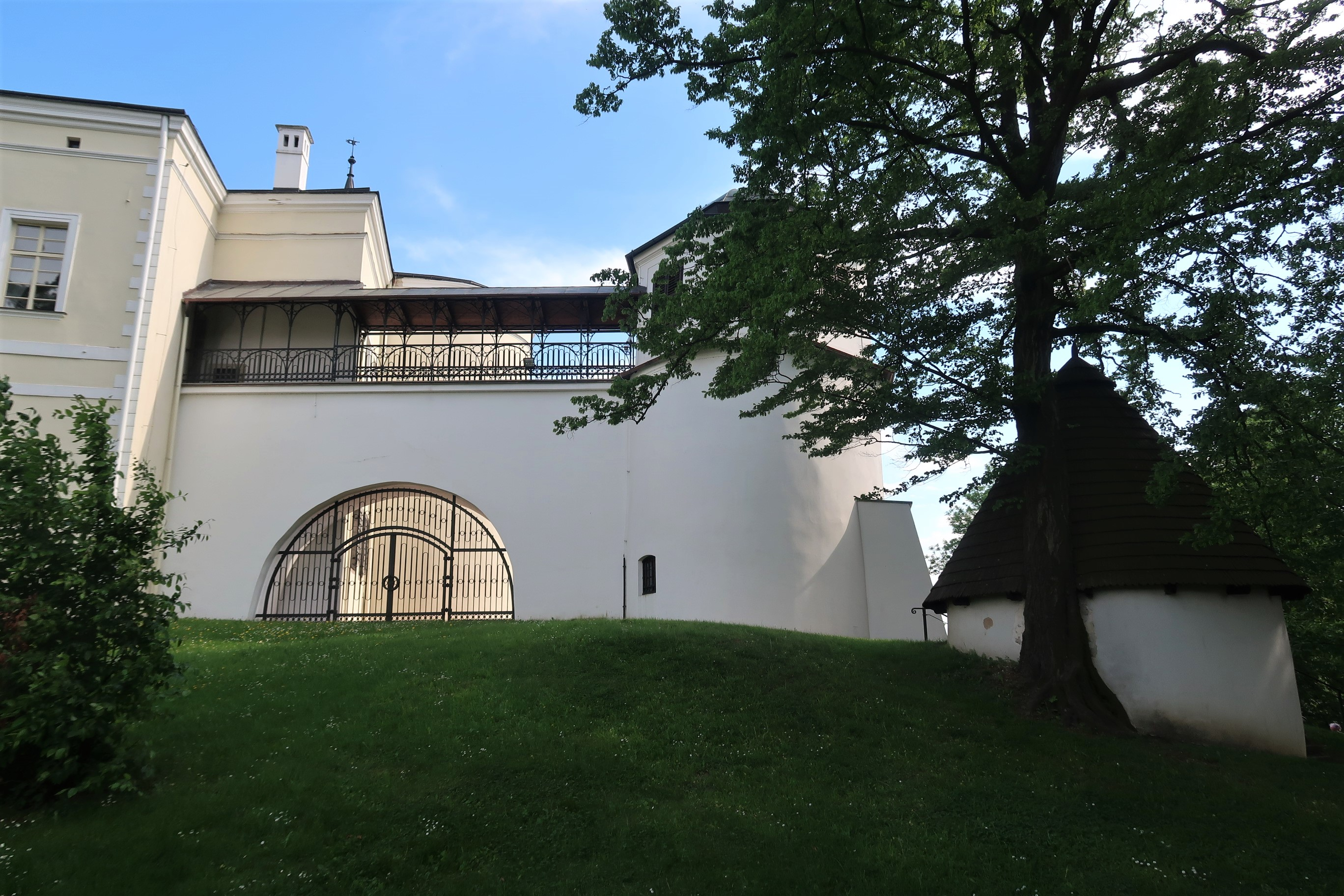
Terasa mezi západním křídlem a glorietem

První zmínka o frýdeckém hradu pochází z roku 1327, kdy jej nechal postavit těšínský kníže Kazimír I. z rodu Piastovců. Pro vznik hradu bylo vybráno nejvýhodnější místo na řece Ostravici, která tvořila zemskou hranici mezi Moravou a Slezskem. Hrad měl sloužit nejen jako strážce zemské hranice, ale také k ochraně nově vznikajícího města Frýdek, které bylo založeno současně s hradem. Staroněmecké výrazy vriede (opevňovat) a Ecke (ostroh) daly také hradu i městu pojmenování Friedeck. Vzhledem k pozdějším častým přestavbám hradu neznáme jeho původní podobu, je ale pravděpodobné, že se jednalo o jednopatrovou stavbu s vysokou věží. Přístup byl z náměstí vstupní branou přes hradní příkop. Původní budova hradního paláce byla později zakomponována do jižního křídla zámku. Ve vlastnictví se vystřídalo několik těšínských knížat, z nichž Václav I. v důsledku zadlužení během husitských válek dal panství poprvé do zástavy (1434). Zástavních držitelů se během 15. a 16. století vystřídalo několik, znovu byl Frýdek přímým majetkem těšínských knížat Boleslava II. a Kazimíra II. Za jejich vlády během druhé poloviny 15. století došlo ke stavebním úpravám, které zohledňovaly především obranný charakter hradu. V roce 1545 se zástavním držitelem Frýdku stal Jan z Pernštejna, zvaný Bohatý (1487–1548) a později jeho synové. Někdy v této době byla zahájena přestavba hradu do podoby renesančního zámku. V roce 1580 koupil panství olomoucký biskup Stanislav Pavlovský, který Frýdek spolu se sousedním Místkem připojil k biskupskému panství Hukvaldy. Protože ale nebyl spokojen s předpokládanými výnosy panství, již v roce 1584 došlo opět ke změně majitele. Tehdy koupili Frýdek Bruntálští z Vrbna a za jejich vlády se zámek po dlouhé době stal šlechtickou rezidencí. Tomu byly také podřízeny další úpravy z přelomu 16. a 17. století, které sjednotily stavební podobu starších objektů propojením arkádovými chodbami. Tyto adaptace proběhly za Bartoloměje Bruntálského z Vrbna (†1604), který zastával zemské úřady ve správě Opavského knížectví. Jeho dědicové však na Frýdku nesídlili a zámek zpustl, k čemuž přispěl požár města (1607) a vpád Mansfeldových vojsk (1626).

### Zámek v 17. a 18. století

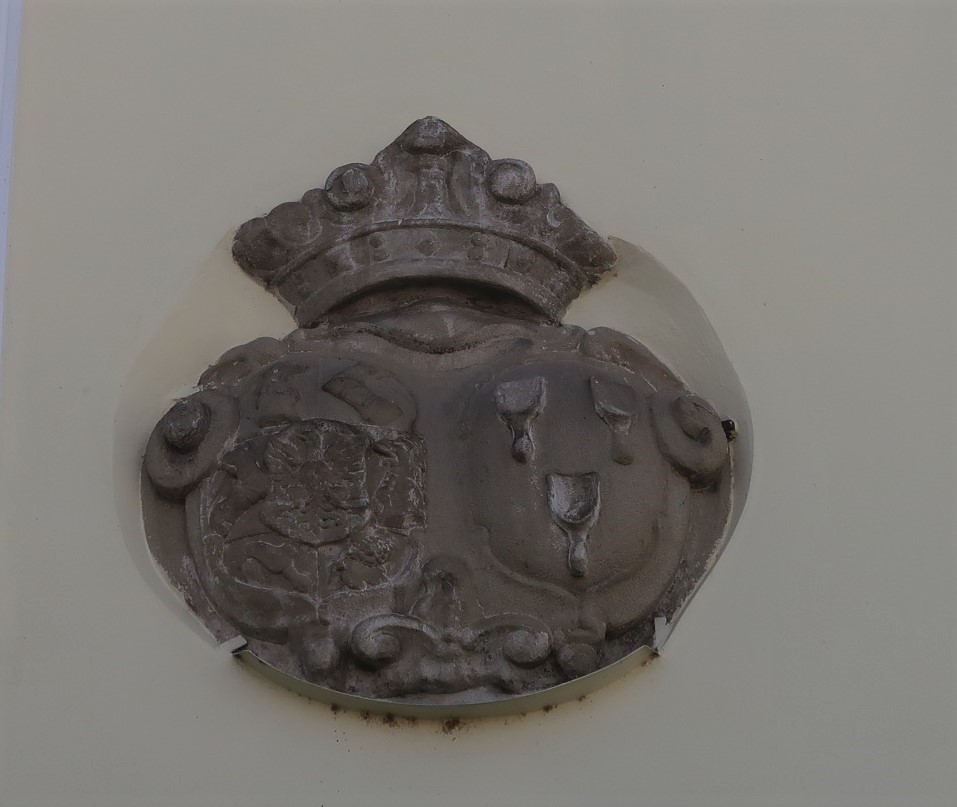
Erb Jiřího z Oppersdorfu a jeho druhé manželky Ester Barbory z Meggau nad hlavním vstupem do zámku

Jako věřitel Bruntálských z Vrbna koupil Frýdek v roce 1636 hrabě Jiří z Oppersdorfu (1588–1651), vzdělaný a zcestovalý mecenáš, ale také představitel nekompromisní rekatolizace. I když jeho hlavním sídlem byl Horní Hlohov, značnou pozornost věnoval i frýdeckému zámku. Hned po zakoupení panství nechal postavit zámeckou kapli sv. Barbory u východního křídla, kde vznikl také vyhlídkový gloriet spojený se zámkem dřevěnou chodbou. Budovy předzámčí kolem prvního nádvoří byly zvýšeny o jedno patro a četné změny proběhly také v interiérech. V této době také vznikl zámecký park. Dědicem Frýdku byl Jiřího mladší syn Matyáš Rudolf z Oppersdorfu (1644–1666), který však krátce po dosažení zletilosti zemřel náhle během kavalírské cesty v Paříži. Panství pak převzal jeho starší nevlastní bratr František Eusebius z Oppersdorfu (1623–1691), který předtím vlastnil již Horní Hlohov. Stejně jako otec, tak i František Eusebius byl mecenášem katolické církve a finančně podpořil výstavbu několika kostelů na Frýdecku. Stavební úpravy na zámku byly zpočátku jen dílčí, zásadní přestavbu si vynutil požár z roku 1688, který postihl celé město. Při přestavbě po roce 1688 vznikla hlavní zámecká věž a v interiérech byl rozšířen Rytířský sál.

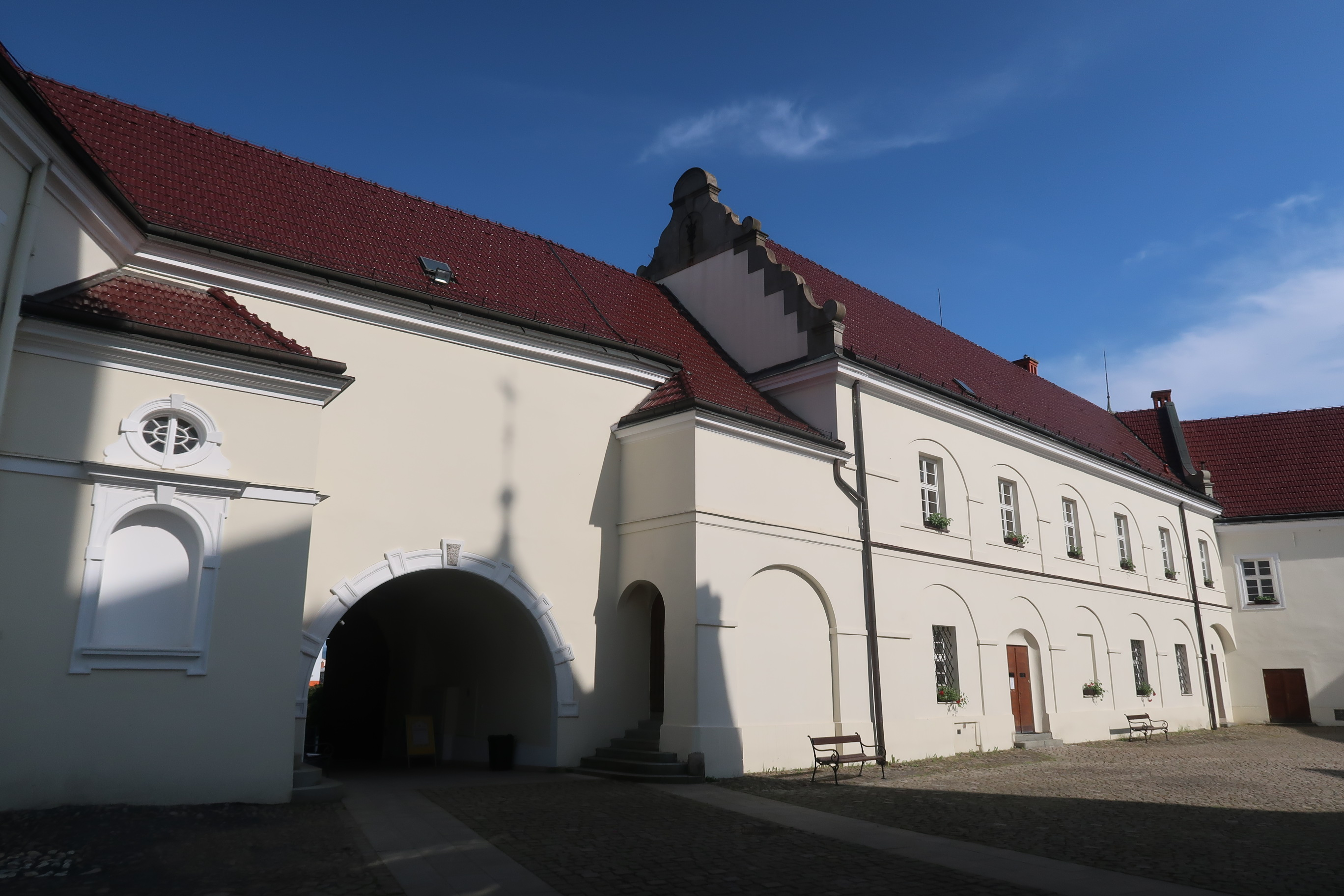
První nádvoří zámku

Po smrti Františka Eusebia z Oppersdorfu zdědila Frýdek jeho manželka Anna Zuzana, rozená Beesová, a po ní pak jejich dcera Marie Ludovika, provdaná Pražmová z Bílkova. Od roku 1708 držel Frýdek její syn hrabě František Vilém Pražma z Bílkova (1677–1731), který zastával úřady ve správě slezských knížectví a jako hejtman Volovského knížectví sídlil mimo jiné na zámku ve Volově. Teprve za něj byla dokončena oprava kaple sv. Barbory poničená požárem v roce 1688, František Vilém položil také základy sbírky erbů slezských šlechtických rodů v Rytířském sále. Od roku 1731 byl majitelem Frýdku jeho syn Jan Nepomuk Pražma z Bílkova (1726–1804), který správu panství fakticky převzal až po dosažení zletilosti v roce 1746. Byl císařským tajným radou a komořím, za jeho života byl Frýdek centrem čilého společenského života, na zámku fungovala kapela. Během celého 18. století byl stále udržován také zámecký park s charakterem symetrické zahrady. Ve frýdeckých matrikách jsou doložena jména zámeckých zahradníků a podle nepřímých zpráv byl v parku chován i medvěd. Za Pražmů z Bílkova byl s jejich významným finančním přispěním postaven poutní chrám Navštívení Panny Marie (1740–1759) včetně rodinné hrobky. Jan Nepomuk Pražma se svými stavebními aktivitami a nákladným stylem života zadlužil, a protože měl zájem především na udržení kmenového majetku ve Falkenberku, došlo nakonec k prodeji Frýdku (1797).

### Zámek v 19. a 20. století

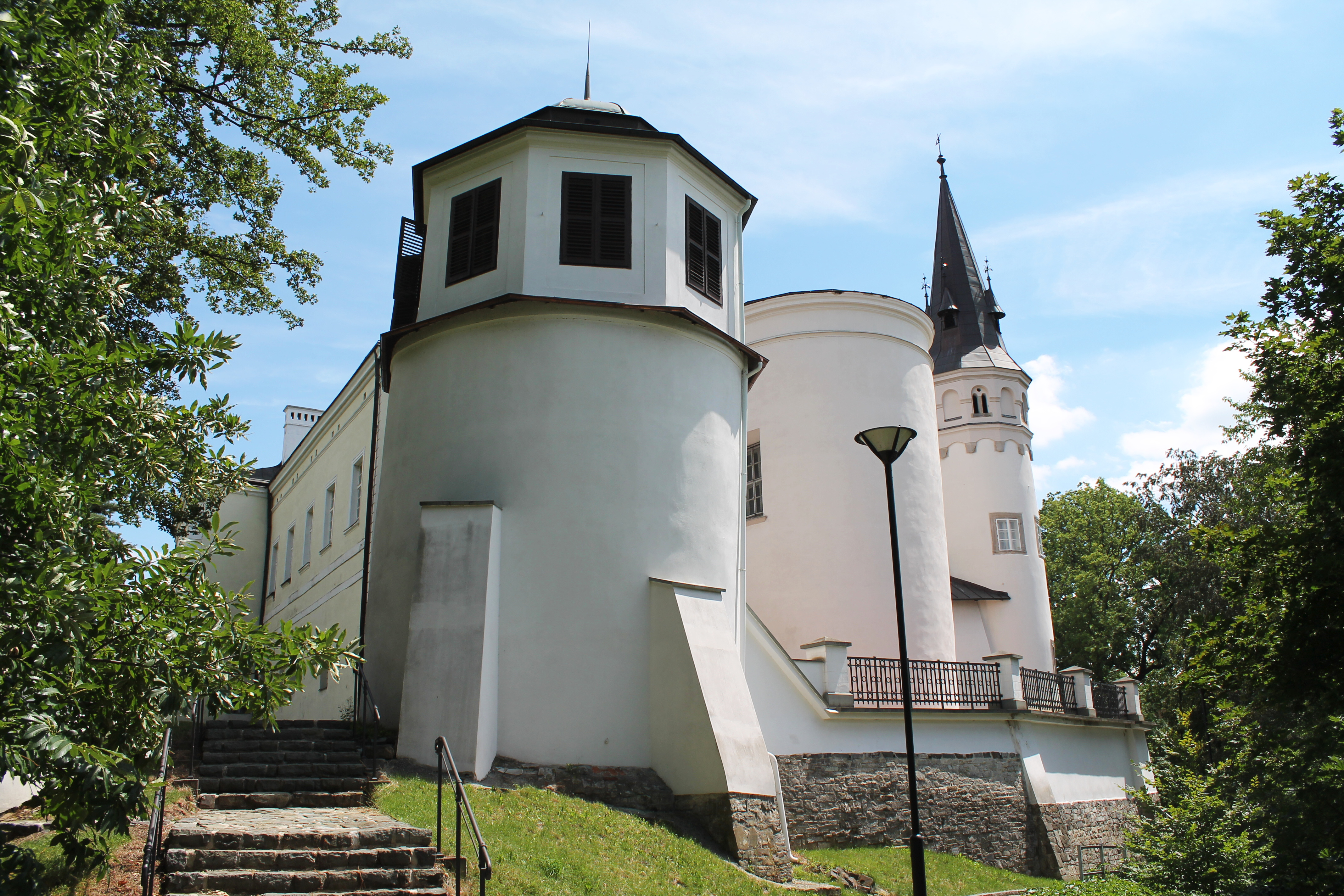
Zámek s glorietem a kaplí sv. Barbory pohledem ze západu

V roce 1797 koupila frýdecké panství arcivévodkyně Marie Kristina (1742–1798), dcera Marie Terezie provdaná za sasko-těšínského knížete Alberta Kazimíra. Frýdek byl začleněn do majetku Těšínské komory a ve vlastnictví Habsburků zůstal do roku 1918. Od roku 1822 držel panství vojevůdce napoleonských válek arcivévoda Karel (1771–1847), po něm pak jeho syn arcivévoda Albrecht (1817–1895). Od počátku 19. století sídlila na zámku lesní správa, a i když pobyty Habsburků zde byly jen výjimečné, stále byly pečlivě udržovány reprezentační místnosti v prvním patře hlavní budovy včetně Rytířského sálu. K dílčím stavebním úpravám v historizujícím stylu došlo v 70. letech 19. století. Během 19. století došlo také k přeměně menší zámecké zahrady do podoby rozsáhlého krajinářského parku. Posledním soukromým majitelem zámku byl arcivévoda Bedřich Rakousko-Těšínský (1856–1936), c. k. polní maršál a generální inspektor rakousko-uherské armády. Na Těšínsku mu patřilo přes 60 000 hektarů půdy včetně výnosných uhelných dolů, další rozsáhlé velkostatky vlastnil na Moravě (Židlochovice) a v Uhrách. Jeho hlavní rezidencí byl Grasalkovičův palác v Bratislavě. Patřil k nejbohatším osobnostem nejen v Rakousku-Uhersku, ale i v rámci celé Evropy, jeho majetek byl odhadován na čtvrt miliardy zlatých. Zámek Frýdek byl v té době okrajovou destinací arcivévodova majetku, ale reprezentační místnosti byly stále připravené pro případnou návštěvu jeho rodiny.
Stejně jako všechny majetky Habsburků, tak i Frýdek byl zestátněn hned po vzniku Československé republiky v roce 1918. V roce 1923 převzalo bývalý majetek arcivévody Bedřicha ministerstvo zemědělství a do zámku byla umístěna správa státních lesů a statků. V pronajatém Rytířském sále sídlilo v letech 1923–1934 Národopisné a vlastivědné muzeum, později sem ale byl umístěn archiv velkostatků Těšínské komory. Správa státních lesů provedla četné vnitřní adaptace pro vznik kanceláří a bytů. Zámecký inventář byl roku 1952 rozprodán do bazaru. V roce 1960 převzal zámek Městský národní výbor ve Frýdku a umístil sem muzeum, které několikrát změnilo název. Od roku 1998 nese název Muzeum Beskyd Frýdek-Místek a od roku 2003 je příspěvkovou organizací Moravskoslezského kraje. Zámecký park ve druhé polovině 20. století zcela zpustl, ale po převodu areálu do majetku města Frýdek-Místek (2007) byl v letech 2010–2011 nákladně revitalizován a obnoven.

### Pověst
Hrad byl kdysi obléhán nájezdníky a stále se jim nedařilo pevnost obsadit, proto se rozhodli, že místní obyvatele hradu nechají vyhladovět. V hradu byla opravdu bída a hlad, proto se hradní rozhodli připravit malou lest. Posledního kozla, kterého měli upravit tak, aby vypadal jako srnec, připravili falešnou svatbu a jako že jsou velkorysí, shodili kozla z hradu. Nájezdníci v domnění, že do hradu vede nějaká tajná chodba a jim se tedy nepodaří nechat hradní vyhladovět, odtáhli. Od té doby se každý rok dle tradice shazoval z hradu kozel a jeho maso se rozdělilo mezi chudé obyvatelstvo.[zdroj?]

## Současnost

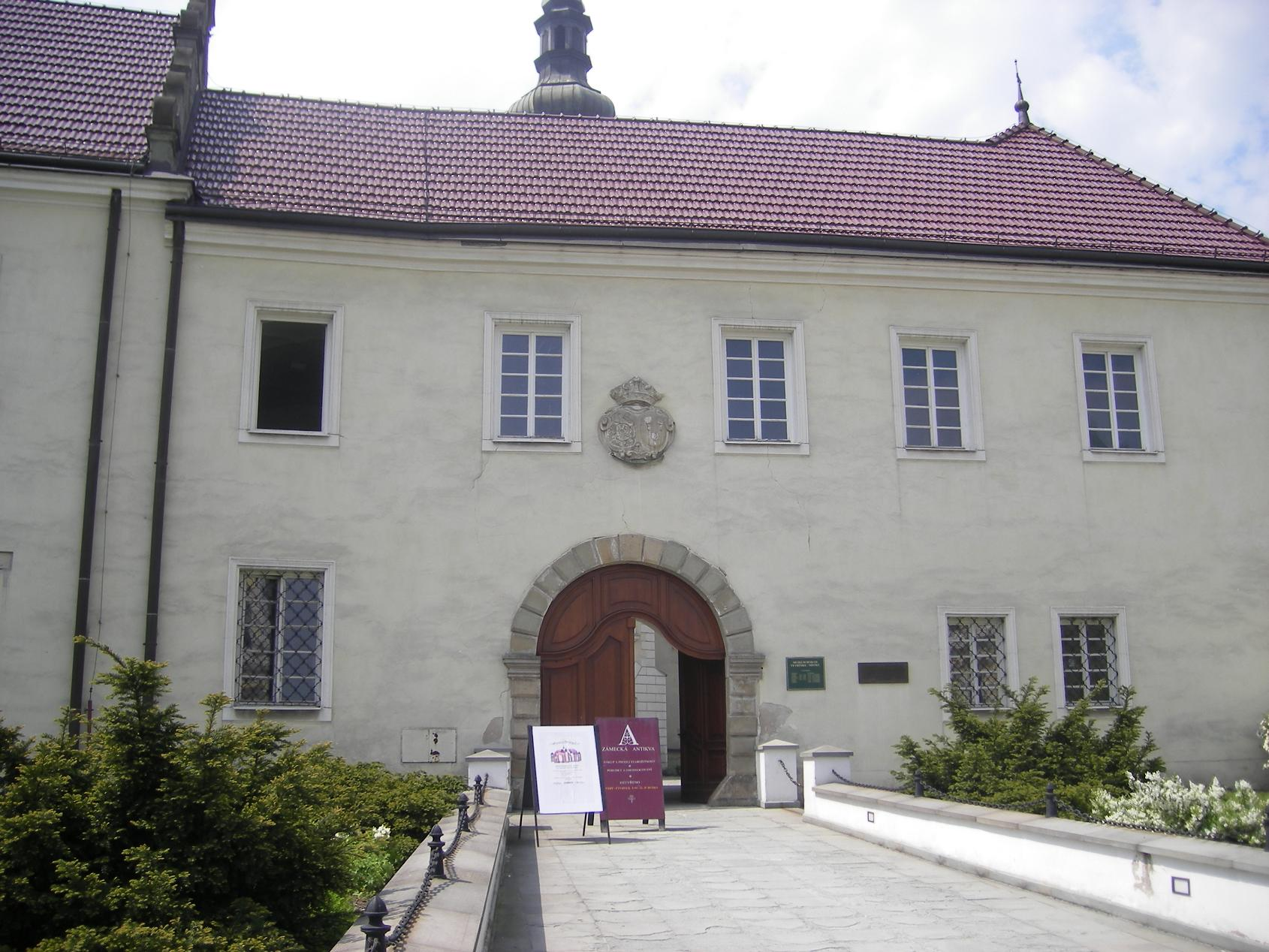
Beskydské muzeum ve Frýdku-Místku

Ze zámku se stalo muzeum. K dispozici jsou nejen zámecké prohlídky, ale také je zde možnost navštívit nejednu expozici, například stálou výstavu ze zdejšího kraje a života v něm.
V blízkosti zámku se nachází zámecký park a nově vybudované parky. V minulosti bychom zde našli ovocné zahrady (sady), dnes nás tento anglický park přivádí nejen na vyhlídku na řeku a město Místek, ale je také skvělým místem pro relax.

### Stálá expozice

#### Výstava Beskydy – příroda a lidé
Je jednou z nejnavštěvovanějších expozicí zámku. Zahrnuje více než 2000 předmětů dokumentujících historii, etnografii a přírodní poměry celého regionu. Návštěvníci tak mají ve 13 místnostech možnost spatřit ukázky řemesel, obuvnickou, krejčovskou a tkalcovskou dílnu, keramiku z dílny z Tošanovic, interiér typické beskydské chalupy, kolekce ptáků, savců a ryb, z nichž jmenujme např. medvěda, jelena či losa.

#### Zámecký okruh
Prohlídková trasa, která vede přes celý zámek spolu s několika sály a vyhlídkovou věží. Její součástí je i návštěva kaple Sv. Barbory.

#### Další expozice
Další stálou expozicí je expozice města Frýdku-Místku prezentující Frýdek jako Mariánské poutní místo, které se nachází v sakristii kaple sv. Barbory, která je připomínkou toho, že Frýdek již od 18. století patří k významným mariánským poutním místům. Návštěvníci mohou obdivovat sochy Nejsvětějšího Srdce Pána Ježíše a Neposkvrněného Srdce Panny Marie, které byly přestěhovány z poutního kostela Navštívení Panny Marie – Baziliky minor. Malá expozice je věnována rovněž básníkovi a překladateli, frýdeckému rodákovi Óndrovi Łysohorskému.

## Zámecký park
Rovná plocha okolo zámku byla zahradnicky upravená, na rozdíl od svahu pod zámkem, který zůstal po dlouhou dobu čistě přírodní. Stromy a keře, které tam vyrůstaly, tvořily až do roku 2006 jakousi hustou džungli plnou odpadu. V roce 2006 přešla část parku (po dohodě s vlastníkem) do vlastnictví statutárního města Frýdek-Místek a začala revitalizace. Podle historických dokumentů byla vybudována cestní síť podobně, jako byly původní zahrady. Důležitou podmínkou bylo také, aby cesty byly bezbariérové. U zámku tak vznikla také nová vyhlídka s výhledem do údolí na místeckou část města a také na pohoří Beskydy. V původním místě odpočívadla můžeme dnes najít zastřešený altánek.
Zajímavou dřevinou, kterou zde můžeme spatřit je kaštanovník jedlý, ovšem pokud vstupujeme k zámku hlavní branou, náš pohled uchvátí mohutný jasan ztepilý, který je nejtlustším stromem ve Frýdku-Místku a pravděpodobně i jeden z nejstarších stromů ve městě (starý asi 200 let).